# شاين ماك
شاين ماك (بالإنجليزية: Shane Mack) هو لاعب كرة قاعدة أمريكي، ولد في 7 ديسمبر 1963 في لوس أنجلوس في الولايات المتحدة.

## وصلات خارجية
- شاين ماك على موقع الدوري الياباني لكرة القاعدة (الإنجليزية)
- شاين ماك على موقعبيزبول رفرنس.كوم (الدوري الرئيسي) (الإنجليزية)
- شاين ماك على موقع مشجعي الرسوم البيانية (الإنجليزية)
- شاين ماك على موقع أوليمبيديا (الإنجليزية)